# Gabrielle Meyer
Gabrielle Solange Meyer, po mężu Morère (ur. 10 maja 1947 w Tuluzie, zm. 18 listopada 2018 w Lévignac) – francuska lekkoatletka, sprinterka.
Wystąpiła w biegu na 100 metrów na letniej uniwersjadzie w 1965 w Budapeszcie, ale odpadła w eliminacjach. Odpadła w półfinale biegu na 200 metrów i eliminacjach biegu na 100 metrów oraz zajęła 8. miejsce w sztafecie 4 × 100 metrów na mistrzostwach Europy w 1966 w Budapeszcie.
Zwyciężyła w biegu na 200 metrów i w sztafecie 4 × 100 metrów (w składzie: Anne-Marie Grosse, Françoise Masse, Michèle Alayrangues i Meyer) oraz zdobyła srebrny medal w biegu na 100 metrów na letniej uniwersjadzie w 1967 w Tokio. 
Zajęła 8. miejsce w finale sztafety 4 × 100 metrów oraz odpadła w ćwierćfinale biegu na 100 metrów na igrzyskach olimpijskich w 1968 w Meksyku. Na mistrzostwach Europy w 1969 w Atenach zajęła 5. miejsce w biegu na 200 metrów i 4. miejsce w sztafecie 4 × 100 metrów. Odpadła w eliminacjach biegu na 60 metrów na halowych mistrzostwach Europy w 1970 w Wiedniu. Na mistrzostwach Europy w 1971 w Helsinkach zajęła 7. miejsce w sztafecie 4 × 100 metrów i odpadła w półfinale biegu na 200 metrów.
Była mistrzynią Francji w biegu na 100 metrów w latach 1965–1967 oraz w biegu na 200 metrów w 1965 i 1966, a także wicemistrzynią w biegach na 100 metrów i na 200 metrów w latach 1969–1971.
17 października 1967 w Meksyku wyrównała rekord Francji w biegu na 200 metrów czasem 23,7 s. Sześciokrotnie poprawiała rekord Francji w sztafecie 4 × 100 metrów do wyniku 44,2 s (19 października 1968 w Meksyku).